# Oddinary
Oddinary (стилізовано великими літерами) ― мініальбом південнокорейського гурту Stray Kids, реліз якого відбувся 18 березня 2022 року. Він вийшов на цифрових платформах та фізичних носіях лейблами JYP Entertainment, Republic Records. Oddinary є першим мініальбом Stray Kids у співпраці з американським лейблом Republic Records та першим мініальбомом, що вийшов майже через два роки після релізу Clé: Levanter у 2019 році.
Мініальбом переважно написаний та спродюсований продюсерською командою Stray Kids, 3Racha, та іншими продюсерами з якими гурт співпрацював раніше: Versachoi, DallasK, Trippy, Jun2, Nickko Young, та Millionboy. До Oddinary увійшли сім композицій жанрів хіп-хоп, треп та рок, заголовною композицією мініальбому стала «Maniac». Для його просування Stray Kids почнуть свій другий світовий тур Maniac наприкінці квітня 2022 року.
Oddinary дебютував на вершині південнокорейського музичного чарту Gaon.

## Просування
По традиції, на YouTube каналі Stray Kids, у перший день нового року, 1 січня 2022 було завантажено відео Step Out 2022, яке містило досягнення гурту за 2021 рік та плани на 2022 рік, включно із релізом двох альбомів у 2022. 10 лютого гурт підписав контракт із американським лейблом Republic Records для просування в Сполучених Штатах. 12 — 13 лютого Stray Kids провели другий фанмітинг #LoveStay «Шоколадна фабрика SKZ», в Олімпійському залі. У другий день після закінчення фанмітингу відбулася прем'єра трейлера до повернення Stray Kids з новим альбомом Oddinary, реліз якого був запланований на 18 березня.
Офіційно трейлер з'явився у соціальний мережах 28 лютого, опівночі (за корейським часом). 3 березня стало відомо, що до мініальбому увійдуть сім композицій, дві з яких були створенні окремими командами: «Waiting For Us» у виконанні Бан Чана, Лі Ноу, Синміна та Ай'Ена; «Muddy Water» у виконанні Чанбіна, Хьонджина, Хана та Фелікса. Згодом були опубліковані фото тизери учісників у трьох різних візуальних концептах. 6, 10 та 13 березня були опубліковані Unveil[b] до «Venom», «Lonely St.», «Freeze» відповідно. 7 березня стало відомо, що для просування мініальбому Oddinary Stray Kids розпочнуть свій другий світовий тур Maniac наприкінці квітня 2022 року. 14 березня було опубліковане мешап відео у якому містилися частини усіх композицій майбутнього мініальбому. Перший відео тизер до заголовної композиції з'явився у соціальних мережах 15 березня, а 16 та 17 березня були опубліковані командні відео тизери учасників гурту із музичного відео.

### До релізу
| Публікація трейлеру до мініальбому Oddinary                                            |                                                                   |                                                                               | Публікація списку композицій                                                | Публікація індивідуальних фото тизерів (Тип А)[a]                            | Публікація групового та парних фото тизерів (Тип А)[a]    | Публікація Unveil[b] до композиції «거미줄» («Venom») |
| 28 лютого                                                                              | 1 березня                                                         | 2 березня                                                                     | 3 березня                                                                   | 4 березня                                                                    | 5 березня                                                 | 6 березня                                             |
| Публікація цифрової обкладинки, публікація інформації про другий світовий тур «Maniac» | Публікація індивідуальних фото тизерів (Тип B)[a]                 | Публікація групового та командних фото тизерів (Тип B)[a]                     | Публікація Unveil[b] до композиції «Lonely St.»                             | Публікація індивідуальних фото тизерів (Тип С)[a]                            | Публікація групового та командних фото тизерів (Тип C)[a] | Публікація Unveil[b] до композиції «땡» («Freeze»)    |
| 7 березня                                                                              | 8 березня                                                         | 9 березня                                                                     | 10 березня                                                                  | 11 березня                                                                   | 12 березня                                                | 13 березня                                            |
| Публікація мешап відео                                                                 | Публікація першого відео тизеру до заголовної композиції «Maniac» | Публікація командного відео тизеру із Бан Чаном, Ханом, Феліксом і Хьонджином | Публікація командного відео тизеру із Ай'Еном, Чанбіном. Лі Ноу та Синміном | Публікація інтро, музичного відео до заголовної композиції та реліз Oddinary |                                                           |                                                       |
| 14 березня                                                                             | 15 березня                                                        | 16 березня                                                                    | 17 березня                                                                  | 18 березня                                                                   |                                                           |                                                       |

##### Нотатки
- ↑  Тип (А, В, С) — для просування цього альбому Stray Kids використовували 3 різні візуальні концепти.
- ↑  Unveil — дослівний переклад укр. — «розкрити», «урочисто відкривати», «оприлюднити». У випадку Stray Kids означає публікацію короткого відео, який розкриває частково тему майбутньої композиції та концепт музичного відео.

### Після релізу
18 березня, за кілька годин до релізу Oddinary, Stray Kids провели глобальну пресконференцію, де поспілкувалися із журналістами різних видань. У день виходу було опубліковане інтро в якому учасники розповіли про роботу над цим мініальбомом. Також 18 березня вийшло музичне відео до заголовної композиції «Maniac», наступного дня була опублікована реакція учасників гурту, а 29 березня вийшло відео зі знімання. Залаштункове відео зі знімання трейлеру було опубліковане 22 березня.
23, 27 та 28 березня були опубліковані відео до композицій «Venom», «Lonely St.» та «Freeze», відповідно.

### Виступи на музичних шоу
Для просування Oddinary Stray Kids мали виступити на низці музичних південнокорейських шоу. 18 березня гурт виступив на Music Bank із композицією «Maniac» та в нічному ток-шоу CBS The Late Show зі Стівеном Колбертом, але пізніше з'ясувалося, що у більшості учасників, за винятком Фелікса та Ай'Ена, виявили позитивний результат на COVID-19, тому всі вони були поміщені на карантин для профілактики захворювання. Попри відсутність на музичних шоу Stray Kids отримали свою першу перемогу, не з'явившися, на Music Bank. Крім того, 25 березня Stray Kids виконали «Maniac» на KBS World's Virtual Gayo Top 10 (виступ був попередньо записаний). 26 березня стало відомо, що Stray Kids продовжать просування на музичних шоу, починаючи із Show Champion 30 березня.

## Про мініальбомOddinary

### Про назву альбому та концепт
Назвою Oddinary ми хочемо показати, що у кожного є свої дивацтва і це цілком звичайно.— Бан Чан про назву для альбому, Teen Vogue
Назва мініальбому Oddinary ― складається із двох слів англ. «odd» (укр. «дивацтва») та англ. «ordinary» (укр. «звичайно»). У заголовній композиції «Maniac» Stray Kids співають про те, що вони група маньяків, навіть заходять так далеко, заявляючи у ліриці «Ми Маньяки». Сама пісня оспівує примхи, які відрізняють нас. Замість того, щоб приховувати цю частину себе, Stray Kids благають нас бути «справжніми» собою. За словами лідера гурту «все це і є частиною загальної теми альбому під назвою Oddinary».
Як і заголовна композиція так і сам альбом є певною еволюцією гурту, який з гордістю носив ярлик «noise music». «Maniac» має яскравіше звучання, ніж попередні композиції, з потужною басовою лінією та привабливими мелодіями. Справа не в тому, що Stray Kids змінюють своє звучання, скоріше продюсерське тріо 3Racha (до складу якого входять Бан Чан, Чанбін і Хан) дорослішають як композитори та автори текстів.

### Про композиції
1. «거미줄» (англ. назва «Venom») ― в перекладі з корейської «павутина». Це композиція, яка містить зміст, що неможливо втекти від фатального шарму іншої людини, вони порівнюють цей потяг із потраплянням в павутину та використовують павука, його павутину та його паралізуючу отруту як метафору. Композиція має звучання трепу та хіп-хопу.[32][33]
2. «Maniac» (укр. «маніяк», «схиблений») ― заголовна композиція підтримує загальну тематику мініальбому. Поєднання слів «дивацтва» і «звичайний», Oddinary заохочує слухачів прийняти дивні сторони в собі; адже всі ці «примхи» — це те, що дійсно відрізняє нас від звичайного. З іншого боку, «Maniac» заглиблюється в цю тему глибше, підкреслюючи, до чого може призвести ця подорож (прийняття ваших дивних сторін). Від злослов'я: «Ви можете ображати мене скільки завгодно, я все одно це проігнорую» до вибуху стриманих емоцій та зрештою до думки, що не можна придушити справжню версію себе. Як би суспільні норми та тиск не намагалися її приховати: «Минає час, і це врешті-решт розкриється / Внутрішнє „я“, яке було приховано, так». Композиція виражає історію про «дивних» людей, що порушують «звичайні» соціальні норми та очікування, встановлені світом.[34][35] «Maniac» має потужне звучання трепу[33] та електропопу,[36] включаючи «сміливий» звук та «захоплюючу» мелодію,[34] бас-синтезатор,[33] щебетання птахів[37] та звуки свердління.[36]Усі люди мають особливу унікальність, яку мають тільки вони всередині себе. Ми написали [«Maniac»], думаючи, що в рамках цієї нормальності, варто показувати себе скільки завгодно — показуй світові найкраще в собі.— Хан про композицію «Maniac», Teen Vogue[31]
3. «Charmer» (укр. «чарівник», «заклинач») ― це хіп-хоп[38] композиція, яка висловлює впевненість у тому, що у кожного немає іншого вибору, крім як закохатися в унікальний шарм Stray Kids, використовуючи звуки флейти[32][36][38] і заклинаючи слухачів як заклиначі причаровують змій.[37][39]
4. «땡» (англ. «Freeze» ― укр. «холод», «заморозити») ― це композиція, з енергійним текстом і гучними вигуками,[34] що демонструє волю до подолання проблеми,[39] хвилювання від звільнення та здійснення мрій. Stray Kids, висловлюючи бажання подолати проблеми у своїх текстах, використовують лід, як метафору до незгод, наприклад «Я не встигаю розтопити величезний айсберг, який стоїть на моєму шляху».[37][39] Композиція має звучання хіп-хопу та дабстепу.[36]
5. «Lonely St.» (укр. «вул. Самотності») ― композиція повторює наратив із сольного треку Чанбіна 2020 року «Streetlight». Вокал не тільки ідеально передає відчуття та змушує відчувати емоції з кожною лінією, але й демонструє емоційніший вигляд Stray Kids у написанні пісень.[40]
6. «Waiting for Us» (укр. «чекають на нас») ― «душевний» софт-рок, попрок, інді-рок, соул, балада пояснює відсутність когось і дає зрозуміти, що вони готові чекати стільки, скільки потрібно.[37][38][40]
7. «Muddy Water» (укр. «мутна вода») ― композиція, що має джазове хіп-хоп звучання 90-х років, вірші та образи, подані через олдскульний бум-беп трек. В ліриці є рядки «Це наш час піднятися і сяяти. Це наш потік, тому відійди від сцени». Ця композиція оголошує війну старшому поколінню, яке не хоче розуміти Stray Kids.[32][36][37][39]

## Список композицій та усіх кредитів до них
Кредити до пісень були взяті з сайту MelOn.
| #     | Назва                                                                     | Автор слів                                       | Автор музики                                                | Аранжування                     | Тривалість |
| ----- | ------------------------------------------------------------------------- | ------------------------------------------------ | ----------------------------------------------------------- | ------------------------------- | ---------- |
| 1.    | «Venom[c]» (кор. 거미줄)                                                  | 3Racha[d]                                        | 3Racha DallasK                                              | DallasK Бан Чан ( 3Racha )      | 3:15       |
| 2.    | «Maniac[с]»                                                               | 3Racha                                           | 3Racha Versachoi                                            | Versachoi Бан Чан ( 3Racha )    | 3:02       |
| 3.    | «Charmer»                                                                 | 3Racha                                           | 3Racha Versachoi                                            | Versachoi                       | 3:08       |
| 4.    | «Freeze[с]» (кор. 땡)                                                     | 3Racha                                           | 3Racha Trippy                                               | Trippy Бан Чан ( 3Racha )       | 2:58       |
| 5.    | «Lonely St.»                                                              | Бан Чан ( 3Racha ) Чанбін ( 3Racha )             | Бан Чан ( 3Racha ) Чанбін ( 3Racha ) Jun2                   | Jun2 Бан Чан ( 3Racha )         | 2:44       |
| 6.    | «Waiting for Us» (кор. 피어난다; Бан Чан (3Racha), Лі Ноу, Синмін, Ай'Ен) | Бан Чан ( 3Racha ) Лі Ноу Синмін Ай'Ен           | Бан Чан ( 3Racha ) Лі Ноу Синмін Ай'Ен Nickko Young         | Nickko Young Бан Чан ( 3Racha ) | 3:39       |
| 7.    | «Muddy Water» (Чанбін (3Racha), Хьонджин, Хан (3Racha), Фелікс)           | Чанбін ( 3Racha ) Хьонджин Хан ( 3Racha ) Фелікс | Чанбін ( 3Racha ) Хьонджин Хан ( 3Racha ) Фелікс Millionboy | Millionboy Бан Чан ( 3Racha )   | 3:17       |
| 22:03 |                                                                           |                                                  |                                                             |                                 |            |

- Бан Чан (3Racha) — лірика, музика (всі композиції, крім 7), аранжування (всі композиції, крім 3), всі інструменти (композиції 1, 7), цифрове редагування (композиції 2, 3, 5, 7), комп'ютерне програмування (композиції 4, 5), запис (композиції 2, 6, 7)
- Чанбін (3Racha) — лірика, музика (всі композиції, крім 6)
- Хан (3Racha) — лірика, музика (всі композиції, крім 5, 6)
- Лі Ноу — лірика, музика (композиція 6)
- Хьонджин — лірика, музика (композиція 7)
- Фелікс — лірика, музика (композиція 7)
- Синмін — лірика, музика (композиція 6)
- Ай'Ен — лірика, музика (композиція 6)
- DallasK — музика, аранжування, всі інструменти (композиція 1)
- Versachoi — музика, аранжування, всі інструменти (композиції 2, 3)
- Trippy — музика, аранжування, синтезатор, барабани, баси, комп'ютерне програмування (композиція 4)
- JUN2 — музика, аранжування, комп'ютерне програмування (композиція 5)
- Nickko Young — музика, аранжування, гітара, барабани (композиція 6)
- Кім Хон Со — баси (композиція 6)
- Millionboy — музика, аранжування, всі інструменти (композиція 7)
- Лі Кьон Вон — цифрове редагування (всі композиції, крім 5, 7)
- Гу Хе Джін — запис (всі композиції, крім 6, 7)
- Лі Сан Йоб — запис (композиція 4)
- Лім Хон Джін — зведення (композиції 1, 7)
- Manny Marroquin — зведення (композиція 2)
- Chris Galland — інженер зведення (композиція 2)
- Ramiro Fernandez-Seoane — асистент інженера зведення (композиція 2)
- Юн Вон Квон — зведення (композиції 3, 4)
- Сін Бон Вон — зведення (композиція 5)
- Лі Те Соп — зведення (композиція 6)
- Квон Нам У — мастеринг (всі композиції, крім 2)
- Dave Kutch — мастеринг (композиція 2)

Оригінальне видання
- JYP Publishing (KOMCA) (всі композиції)
- Prescription Songs (ASCAP) (композиція 1)
- Copyright Control (композиція 6)

Підвидання
- JYP Publishing (KOMCA) (композиція 1)

Запис
- JYPE Studios (всі композиції, крім 6, 7)
- Channie's «Room» (композиції 2, 6, 7)

Зведення
- JYPE Studios (композиції 1, 6, 7)
- Larrabee Studios (композиція 2)
- Studio DDeepKICK (композиції 3, 4)
- GLAB Studios (композиція 5)

Мастеринг
- The Mastering Palace (композиція 2)
- 821 Sound Mastering (всі композиції, крім 2)

### Нотатки
↑  Композиції «Venom», «Maniac», «Freeze» оригінально пишуться великими літерами.
↑  3Racha (стилізується великими літерами) ― мається на увазі, що всі учасники продюсерської команди Stray Kids (Бан Чан, Чанбін, Хан) були задіяні у роботі над композицією.

## Формати
Попереднє замовлення фізичних копій стартувало у день показу трейлеру до мініальбому Oddinary, одна лімітна версія ― Frankenstein ver. та дві стандартні ― Scanning ver. і Mask Off ver. 28 березня вийшли індивідуальні Jewel Case ver.

### Фізичний реліз
| Лімітна версія Frankenstein ver.[e] | Стандартні версії[e] | Стандартні версії[e] | Попереднє замовлення до лімітної і стандартних версій[f] | Jewel Case ver.[g] | Попереднє замовлення до Jewel Case ver.[j] |
| Лімітна версія Frankenstein ver.[e] | Scanning ver.        | Mask Off ver.        | Попереднє замовлення до лімітної і стандартних версій[f] | Jewel Case ver.[g] | Попереднє замовлення до Jewel Case ver.[j] |
| ----------------------------------- | -------------------- | -------------------- | -------------------------------------------------------- | ------------------ | ------------------------------------------ |
| ● Зовнішня коробка                  | ● Зовнішня коробка   | ● Зовнішня коробка   | ● чотири командних фотокартки                            | ● Фотокнига        | ● Складена міні фотокнига                  |
| ● Фотокнига                         | ● Фотокнига          | ● Фотокнига          | ● складений плакат                                       | ● CD-R диск        |                                            |
| ● CD-R диск                         | ● CD-R диск          | ● CD-R диск          |                                                          | ● Фотокартка       |                                            |
| ● Буклет із лірикою                 | ● Буклет із лірикою  | ● Буклет із лірикою  |                                                          | ● Фото значки      |                                            |
| ● Дві фотокартки                    | ● Дві фотокартки     | ● Дві фотокартки     |                                                          | ● Наліпки          |                                            |
| ● Id фотокартка                     | ● Id фотокартка      | ● Id фотокартка      |                                                          |                    |                                            |
| ● Мініплакат                        | ● Мініплакат         | ● Мініплакат         |                                                          |                    |                                            |
| ● Наліпки                           | ● Наліпки            | ● Наліпки            |                                                          |                    |                                            |
| ● Арт книга із персонажами          |                      |                      |                                                          |                    |                                            |
| ● POP-UP листівка                   |                      |                      |                                                          |                    |                                            |

### Цифровий реліз
|                           |
| ● Цифрова обкладинка      |
| ● Сім цифрових композицій |

#### Нотатки
↑  Зовнішня коробка розміром 22,4 см × 3,5 см, фотокнига розміром 15 см × 21 см (80 сторінок), CD-R диск: лімітна версія — один варіант; стандартні версії — два варіанта. Буклет із лірикою розміром 21 см × 29,7 см, фотокартки розміром 5,5 см × 8,5 см (дві із двадцяти чотирьох), Id фотокартка розміром 5,5 см × 8,5 см (одна із восьми), мініплакат розміром 15 см × 21 см (один із восьми), наліпки розміром 14 см × 20 см.
↑  При попередньому замовленні додатково можна було отримати фотокартки розміром 5,5 см × 8,5 см (чотири із двадцяти чотирьох), складений плакат розміром 60 см × 42 см.
↑  Jewel Case ver. — має вісім різних версій (з кожним учасником на обкладинці), наповнення відрізняється від лімітної та стандартних версій. Зовнішня коробка для CD-R диска та фотокниги мають вісім версій (по одній з кожним учасником), розміром 12 × 12 см на шістнадцять сторінок, CD-R диск, наліпки загальним розміром 12 × 12 см, фотокартка розміром 5,5 × 8,5 см (одна із восьми), фото бейджи розміром 12 см × 12 см (один із двох).
↑  При попередньому замовлені можна додатково отримати складену міні фотокнигу розміром 30 см × 11,5 см на 8 сторінок.

## Оцінка критиків та нагороди
Nandini Iyengar із Bollywood Hungama похвалила гурт за «доведення своїх музичних здібностей» і змістовніше використання повсякденних слів в EP Oddinary. Crystal Bell з Teen Vogue висловила думку: «Природу цієї сутності найкраще можна описати значенням самого ODDINARY… то чому б не прийняти те, що зробило вас відмінними? Це той самий принцип, який керував Stray Kids з самого початку, і Ось чому так багато людей підпали під їхні чари. Вони не збираються йти на компроміс зараз». Пишучи для NME, Tássia Assis зазначила, що EP відображає «надзвичайну пристрасть, дотепність і зростання Stray Kids» і похвалила його як «елегантний крок вперед для гурту, який, сподіваємося, ніколи не втомиться ставити запитання».
| Композиція | Музичне шоу           | Дата             | Примітки |
| ---------- | --------------------- | ---------------- | -------- |
| «Maniac»   | Music Bank (KBS2)     | 25 березня, 2022 | [ 44 ]   |
| «Maniac»   | Show Champion (MBC M) | 30 березня, 2022 | [ 45 ]   |

## Чарти
Oddinary дебютував на першому місці в чарті альбомів Gaon 13–19 березня. Крім того, усі сім композицій альбому одночасно увійшли до топ-30 чарту завантажень Gaon.
У Сполучених Штатах Oddinary дебютував на першому місці в Billboard 200, ставши першим альбомом Stray Kids, що з'явився в чарті, і третім корейським гуртом в історії, який очолив чарт, після BTS і SuperM. Із 110 000 копій альбому, проданих за перший тиждень, 103 000 були чистими продажами (причому всі, крім 2500, були фізичними копіями), а 10,09 мільйона були цифровими прослуховуваннями, на той момент це були найвищі показники в країні у 2022 році. EP також очолив Billboard Top Album Sales, Top Current Album Sales і World Albums і дебютував на другому місці в Tastemaker Albums. Чотири з семи композицій увійшли в World Digital Song Sales, у тому числі «Maniac», яка дебютувала на вершині чарту.

### Результати на тижневих чартах
| Країна          | Чарти (2021)                             | Найвища позиція |
| --------------- | ---------------------------------------- | --------------- |
| Австралія       | Australian Digital Albums (ARIA)         | 5               |
| Австрія         | Austrian Albums (Ö3 Austria)             | 13              |
| Бельгія         | Belgian Albums (Ultratop Flanders)       | 33              |
| Бельгія         | Belgian Albums (Ultratop Wallonia)       | 40              |
| Канада          | Canadian Albums (Billboard)              | 20              |
| Данія           | Danish Albums (Hitlisten)                | 7               |
| Нідерланди      | Dutch Albums (Album Top 100)             | 67              |
| Фінляндія       | Finnish Albums (Suomen virallinen lista) | 1               |
| Німеччина       | German Albums (Offizielle Top 100)       | 43              |
| Японія          | Japanese Albums (Oricon)                 | 13              |
| Японія          | Japanese Hot Albums (Billboard Japan)    | 20              |
| Литва           | Lithuanian Albums (AGATA)                | 3               |
| Нова Зеландія   | New Zealand Albums (RMNZ)                | 33              |
| Польща          | Polish Albums (ZPAV)                     | 1               |
| Південна Корея  | South Korean Albums (Gaon)               | 1               |
| Іспанія         | Spanish Albums (PROMUSICAE)              | 48              |
| Швеція          | Swedish Albums (Sverigetopplistan)       | 45              |
| Швейцарія       | Swiss Albums (Schweizer Hitparade)       | 21              |
| Велика Британія | UK Albums (OCC)                          | 95              |
| Велика Британія | UK Independent Albums (OCC)              | 34              |
| США             | US Billboard 200                         | 1               |
| США             | US World Albums (Billboard)              | 1               |

## Сертифікації та продажі
| Регіон         | Сертифікація | Продажі   |
| -------------- | ------------ | --------- |
| Японія фізичні | ―            | 6,139     |
| Японія цифрові | ―            | 1,017     |
| США            | ―            | 125,000   |
| Південна Корея | ―            | 1,546,907 |

## Історія реліза
| Регіон         | Дата             | Формат         | Версія            | Лейбл                              | Примітки |
| -------------- | ---------------- | -------------- | ----------------- | ---------------------------------- | -------- |
| Світ           | 18 березня, 2022 | Цифровий реліз | N/A               | JYP Entertainment Republic Records | [ 79 ]   |
| Світ           | 18 березня, 2022 | Стрімінг       | N/A               | JYP Entertainment Republic Records | [ 79 ]   |
| Світ           | 18 березня, 2022 | CD             | Frankenstein ver. | JYP Entertainment Republic Records | [ 79 ]   |
| Світ           | 18 березня, 2022 | CD             | Scanning ver.     | JYP Entertainment Republic Records | [ 79 ]   |
| Світ           | 18 березня, 2022 | CD             | Mask Off ver.     | JYP Entertainment Republic Records | [ 79 ]   |
| Південна Корея | 28 березня, 2022 | CD             | Jewel Case ver.   | JYP Entertainment                  | [ 43 ]   |